# Caza mayor

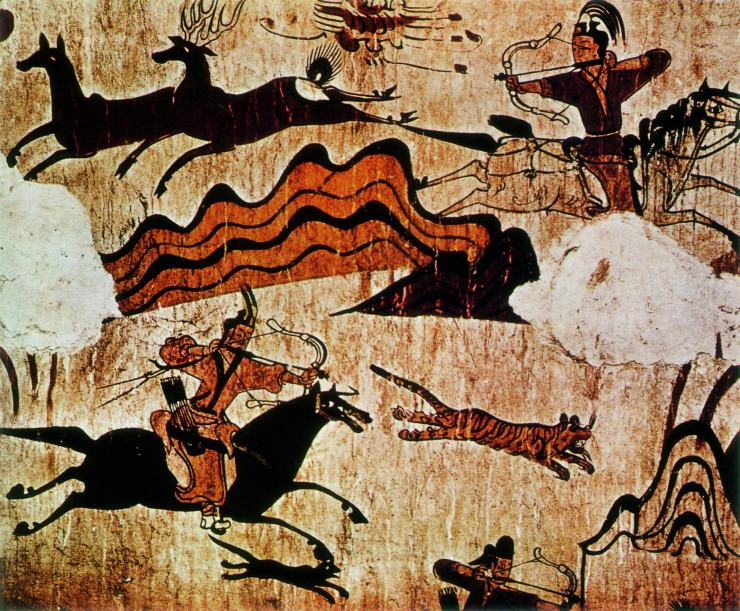
Mural coreano con escena de caza de ciervos.

La caza mayor es aquella en que se persigue a los animales catalogados como tales; en países como España son el jabalí, ciervo. gamo, cabra montés, corzo, muflón y arrui, y en ocasiones también pueden incluirse el lobo y el oso.
De las numerosas formas de practicar la caza mayor, dos son las más comunes: el rececho y la batida (o montería). La primera consiste en localizar al animal, perseguirlo procurando no ser visto, efectuar la aproximación final y disparar. La batida se practica por un grupo de cazadores que se ayudan en la labor de perseguir y acorralar las piezas: por lo general un grupo de estos cazadores permanecen en puestos fijos, a la espera, y otro grupo, llamado batidores, levantan y ahuyentan a los animales hacia los puestos en los que se encuentran los primeros. El aguardo y el vaqueo son modalidades de caza a la espera consistentes en esperar a la pieza en los lugares de paso fijo o en los comederos con objeto de abatirla.

## Rececho
En la caza de rececho, que por lo general se practican en zonas de montaña, mayoritariamente habitadas por cérvidos y cabras silvestre, el cazador recorre el terreno de caza buscando encontrar a su presa para después acercarse sigilosamente y ponerse a distancia de tiro. El cazador generalmente se ayuda de elementos ópticos como prismáticos y catalejos, divisando zonas donde los animales comúnmente frecuentan. Una  vez ubicada la presa, el cazador debe acercarse sin ser visto, oído ni olido, para esto debe valerse de los accidentes geográficos que lo puedan ocultar, la dirección del viento, la posición del sol y la cautela.

## Montería
Las monterías consisten básicamente en dos grupos de cazadores, unos de ellos se sitúan en diferentes puestos, y los otros (normalmente trabajadores de los cotos) ayudados de perros de caza, levantan y hacen huir a las presas hacia los puestos. Han existido y existen diferentes tipos de montería según el territorio donde se lleva a cabo, la manera de entender la caza y la utilización de unas u otras razas de perros. Normalmente las presas que se cazan en monterías son venados (u otros cérvidos) y jabalís. En ciertas áreas de España, como los Montes de Toledo o Sierra Morena, existen grandes cotos de caza que basan su negocio en las monterías. Incluso algunas personas viven de ello.

## Venerie
Así se llama la caza a caballo o a pie por grupos de monteros perfectamente organizados. Cada grupo está formado por el montero mayor, que es el que dirige la cacería, los monteros llamados en Francia piqueurs que se ocupan de los perros, etc., cada uno con una misión concreta. Antes de comenzar la montería, se elige la pieza -previamente se ha registrado el monte con la ayuda de un sabueso para localizar o detectar las distintas piezas-. El montero mayor efectúa la elección -normalmente la que tenga el trofeo más valioso- y una vez localizada se inicia el ataque de la jauría de perros en pos de la misma. Cada jauría, dirigida por un montero, está compuesta por un número muy variable de perros: desde 10 a 40 o más. Los monteros se comunican por medio de las fanfarrias, las cuales proporcionan un auténtico lenguaje musical. El animal lanzado (ciervo, corzo, gamo, zorro, jabalí, etc.) es acosado y perseguido por los perros y cuando se encuentra agotado -la caza puede durar unas horas o todo el día- interviene el hombre, picador o botón, que le atraviesa el corazón con un cuchillo de caza. Una parte de la carne del animal se entrega a los perros y normalmente el pie del mismo es ofrecido por el montero mayor a uno de los invitados.

## Ética en la Caza Mayor
Debido al crecimiento demográfico que resulta en una reducción de las áreas naturales que albergan a especies silvestres incluyendo las de interés cinegético, y la reducción de recursos naturales, la necesidad de una ética alineada a principios de conservación entre los cazadores se hace más importante en estos tiempos. Organizaciones como el Boone and Crockett Club, Pope and Young Club o el registro de Rowland Ward, promueven la persecución justa en la caza deportiva, a través de restricciones que en tallas mínimas, métodos y épocas de caza.
El filósofo español José Ortega y Gasset, en su famoso libro "Sobre la Caza" escribe que el concepto de la persecución es fundamental en la ética para la caza. El concepto se ajusta al balance entre la oportunidad para el cazador y la presa, que permite el éxito del cazador ocacionalmente en una situación en la que la presa generalmente logra escapar.

## Beneficios Económicos y de Conservación
Hay muchos ejemplos que demuestran el impacto económico y el aporte en la conservación que permite la caza mayor en varias partes del mundo. En Zimbawe se ha logrado proteger e incrementar poblaciones de rinocerontes y leones a través de los pagos obtenidos por cuotas de caza. En América del Norte, el Estado de California estima que el impacto económico de la caza mayor en el estado superó los USD $ 263 millones en el año 2016; mientras que el estado de Wyoming estimó un aporte de USD $ 224 millones en el 2015. 